# Der Spaziergang von Rostock nach Syrakus

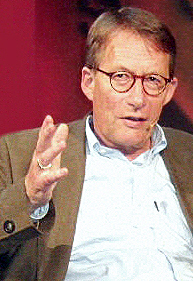
F. C. Delius (2006)

Die Erzählung Der Spaziergang von Rostock nach Syrakus von Friedrich Christian Delius handelt von einem Kellner in der DDR, der sieben Jahre damit verbringt, seinen Plan, auf Seumes Spuren nach Syrakus zu reisen, zu verwirklichen. Vorbild war die Flucht von Klaus Müller mit einem Segelboot von der Insel Hiddensee im Jahr 1988.

## Inhalt
Den Helden der Erzählung, die auf einer wahren Begebenheit beruht, nennt Delius Paul Gompitz.
Gompitz hat als Schullektüre Johann Gottfried Seumes Spaziergang nach Syrakus im Jahre 1802 gelesen und den Plan gefasst, einmal in seinem Leben auch nach Italien zu reisen.
Lange hat er noch die Hoffnung, legal ausreisen und zurückkehren zu können, und bereitet sich primär durch das Ansparen von Westgeld und intensives Studium von Darstellungen zum antiken Rom und klassischen Italienreisen, insbesondere aber das Studium von Seumes Reisebericht vor. Doch trifft er schon bald auch Vorbereitungen für eine illegale Ausreise. Dafür versucht er, Westgeld nach Westdeutschland zu schmuggeln, und lernt segeln, um eine Flucht über die Ostsee zu versuchen.
Als er erfährt, dass selbst eine Einladung des Bremer Oberbürgermeisters ihm keine legale Ausreisemöglichkeit verschafft, bereitet er sich systematisch auf eine illegale Ausreise vor, doch ohne jede Absicht, die DDR auf Dauer zu verlassen.
Paul Gompitz muss in der Bundesrepublik erfahren, dass es weit schwerer ist, eine Arbeitsstelle zu finden als in der DDR, und wird von den Lohnabzügen für Steuer und Sozialversicherung wie durch einen Schock getroffen. Dennoch arbeitet er zunächst einige Zeit in der Bundesrepublik, bevor er, im Gedanken an eine möglichst baldige Rückkehr zu seiner Frau, nach Italien aufbricht.

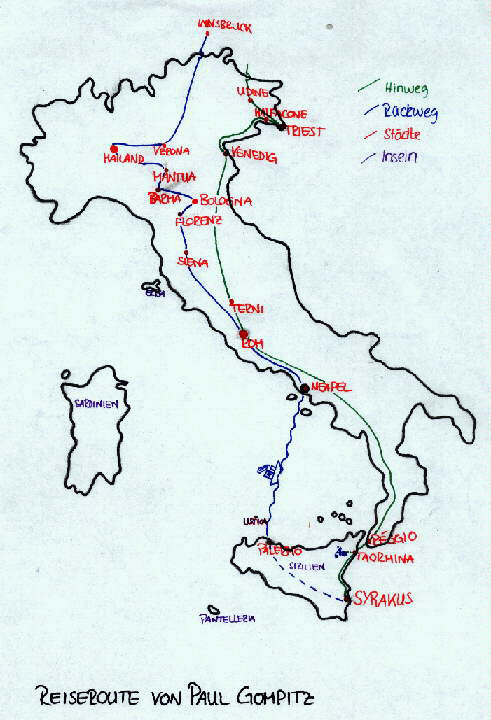
Reiseroute von Paul Gompitz in Italien

Da er – anders als Seume – unter Zeitdruck steht, fährt er mit Fernreisezügen und wählt nur relativ wenige Zwischenaufenthalte. Doch macht er die Erfahrung, dass er nicht als DDR-Bürger, sondern als Deutscher wahrgenommen wird und dass die Italiener, die von seiner abenteuerlichen Ausreise aus der DDR erfahren, ihn bewundern.
Dennoch wird er am ersten glanzvollen Höhepunkt seiner Reise, in Rom, von Sehnsucht nach seiner Frau erfasst und beschließt, die Reise rascher zu beenden, als ursprünglich geplant.
In Syrakus aber kann er die Konfrontation mit der geschichtsträchtigen Atmosphäre wieder recht genießen und lässt es sich auf seiner Schiffsrückreise nach Neapel nicht nehmen, die Insel Ustica anzupeilen, auf der er die sagenhafte Begegnung des Odysseus mit den Zyklopen vermutet. Schließlich erlebt er in Mantua den emotionalen Höhepunkt seiner Reise, da ein Gastwirt, als er auf der Piazza vor dem Palais eintrifft, genau die Ouvertüre von Verdis Rigoletto abspielt, die sich für ihn seit einem Filmerlebnis seiner Jugend mit Italien verbindet.
Seine Rückkehr in die DDR beginnt sogleich mit einer Festnahme durch die Stasi und einem Verhör. Doch das kann ihn wie frühere Festnahmen durch die Stasi nicht wirklich schrecken. Er wird rasch wieder nach Hause entlassen und versucht, möglichst bald wieder in den DDR-Alltag zurückzufinden.

## Hinweise zur Interpretation
Die Erzählung, die ihren Bezug auf Seumes Reisebericht deutlich herausstellt, enthält aber auch durchgehend Anspielungen auf Goethes Italiensehnsucht und auf sein literarisches Werk.
Besonders deutlich wird das in dem Brief an den Stellvertreter des DDR-Staatsratsvorsitzenden, in dem Gompitz kurz vor seiner Rückkehr unter anderem schreibt: „Um der Erkenntnis willen habe ich mich mit dem Bösen verbündet“ und mit dem Satz schließt „Die Rolle des Weltgeistes, der den alten Faust vor der Verdammnis bewahrte, ist nun in Ihre Hände gelegt.“ Ironisch setzt er hier seinen „Geist der Gesetzesverletzung“ mit Mephistopheles gleich und fordert Egon Krenz auf, ihn freizulassen, weil auch er sich „immer strebend bemüht“ hat.
Dabei lässt Delius offen, ob Gompitz wie Faust an seinem Ende durch Gretchen die Vergebung seiner Geliebten, an der er sich versündigt hat, erfährt.
Der innere Höhepunkt der Erzählung, Paul Gompitz’ Erlebnis in Mantua, wird von Delius weniger auffällig auf Goethes Faust hin stilisiert. Doch klingt in der Formulierung „als sei dieser Augenblick seine höchste Belohnung“ sehr deutlich der Inhalt von Fausts Wette an: „Werd’ ich zum Augenblicke sagen: Verweile doch, du bist so schön! Dann magst du mich in Fesseln schlagen, Dann will ich gern zugrunde gehn.“ (Goethe: Faust I, Z. 1699–1702)
Paul Gompitz findet diese Erfüllung freilich nicht wie der betrogene blinde Faust im Augenblick des Todes, sondern sehr real, weil er dem Machtbereich der DDR entkommen ist. Genauso wird seine „Erlösung“ nicht durch die Liebe von oben, sondern innerhalb eines Jahres nach seiner Rückkehr durch die friedliche Revolution in der DDR bewirkt.

## Fluchtvorbereitungen (tabellarisch)
| Zeit            | Ort               | Handlung                                                                                                   |
| --------------- | ----------------- | --- |
| Sommer 1981     | Hafen v. Wolgast  | beginnt mit konkreten Planungen                                                                            |
| Juni 1982       | Gager             | beginnt zu segeln; gibt Job in der „Tonne“ auf                                                             |
| Spätjahr 1982   | Gager             | macht Segelschein; kauft Jolle                                                                             |
| Winter 1982/83  | Rostock           | studiert Karten; lernt Segeltheorie                                                                        |
| März 1983       | Rostock           | beschließt eine Reise durch DDR und ČSSR zu machen (auf den Spuren Seumes); versteckt „Valdep“ in der ČSSR |
| Mai 1983        | Gager             | segelt; erkundet Küste                                                                                     |
| Juli 1983       | Rostock           | färbt Segel                                                                                                |
| Sommer 1983     | Neuendorf         | findet Liegeplatz im Segelhafen                                                                            |
| Anfang 1984     | --                | liest über Radartechnik                                                                                    |
| Frühjahr 1984   | Prag              | trifft Karlsruher Studenten                                                                                |
| Mai 1984        | Lauterbach        | beginnt Arbeit auf der „Erich Weinert“                                                                     |
| August 1984     | „Erich Weinert“   | studiert Radar                                                                                             |
| Herbst 1984     | Prag              | überprüft „Valdep“; nimmt 300 DM zurück in die DDR                                                         |
| November 1984   | --                | schickt Briefe an das Ministerium für Gesamtdeutsche Fragen in Bonn                                        |
| Frühjahr 1985   | Hiddensee         | heuert auf der Fähre Stralsund–Hiddensee an; späht Grenzposten aus                                         |
| Pfingsten 1985  | Rostock           | schickt 500 DM nach Solingen                                                                               |
| Sommer 1985     | --                | ändert Fluchtplan                                                                                          |
| Oktober 1985    | Rostock           | wird von den Karlsruher Studenten besucht                                                                  |
| Winter 1985     | Rostock           | schickt weitere 500 DM nach Westdeutschland; arbeitet in Rostocker Bahnhof                                 |
| Februar 1986    | Rostock           | geht mit Ostereinladung seiner Cousine aufs Rathaus, wird abgewiesen; begräbt die Hoffnung legal zu reisen |
| Frühsommer 1986 | --                | darf nicht auf einem Schiff arbeiten (Unbedenklichkeitszertifikat entzogen)                                |
| Sommer 1986     | Hiddensee         | arbeitet im Kiosk                                                                                          |
| 13. August 1986 | Hiddensee         | erstmals weht der richtige Wind; zu viel Grenzbewachung (25. Jahrestag des Mauerbaus)                      |
| Winter 1986/87  | Rostock           | arbeitet im Bahnhof; überprüft Fluchtplan                                                                  |
| Mai 1987        | --                | geht an Küste; unpassende Winde                                                                            |
| Juli 1987       | Rostock           | verkauft sechsbändige illustrierte Sittengeschichte von E. Fuchs (1000 DM auf Konto im Westen)             |
| Herbst 1987     | Leipzig           | besucht Japaner (Käufer der Bücher), der seinen Koffer in den Westen bringt                                |
| November 1987   | Rostock           | Städtepartnerschaft Rostock-Bremen; schreibt Brief nach Bremen                                             |
| Februar 1988    | Rostock           | wird von Bremer Bürgermeister eingeladen; Antrag im Rathaus abgelehnt; schreibt an Weser-Kurier            |
| März 1988       | Prag/Karlsbad     | gräbt die restlichen 2000 DM aus und verschickt zwei Briefe mit je 1000 DM in die BRD                      |
| Frühjahr 1988   | Rostock           | bereitet Schutzbriefe vor                                                                                  |
| Mai 1988        | Neuendorf         | bemalt Bootsmast                                                                                           |
| 8. Juni 1988    | Rostock/Hiddensee | Flucht |

## Trivia
Die Erzählung war 2005 das „Buch im Dreieck“ der Metropolregion Rhein-Neckar und wurde im Sommer 2006 bei vielen Veranstaltungen thematisiert und diskutiert, nachdem mehr als 2000 Personen in einer Abstimmung Rafik Schamis Die Sehnsucht der Schwalbe (28 Prozent), Doris Dörries Das blaue Kleid (22 Prozent) und Robert Schneiders Die Unberührten (19 Prozent) auf die Plätze verwiesen hatten. 31 Prozent der Stimmen entfielen auf Der Spaziergang von Rostock nach Syrakus.